# Ялтушківський район
Ялту́шківський райо́н — колишній район Могилівської, Вінницької округ.

## Історія
Утворений 7 березня 1923 з частин Чемерисо-Волоської, Ялтушківської, Женишковецької, Замехівської, Снитківської і Маріянівської волостей з центром у Ялтушкові у складі Могилівської округи Подільської губернії.
19 листопада 1924:
- приєднане село Філянівка зі складу Воньковецького району Камінецької округи;
- приєднане село Примошениця зі складу Барського району.

1 липня 1930 року Могилівська округа розформована з приєднанням території до Вінницької округи.
15 вересня 1930 після скасування округ підпорядковується безпосередньо Українській РСР.
Ліквідований 3 лютого 1931 року з віднесенням території до складу Барського району.